# Lola Young (chanteuse)
Pour les articles homonymes, voir Lola Young (homonymie).
Pour les articles homonymes, voir Young.
Lola Emily Mary Young est une chanteuse, compositrice et musicienne britannique originaire de Beckenham, dans le sud de Londres,,, née le 4 janvier 2001 à Croydon. 

## Biographie

### Jeunesse et éducation
Young a grandi dans le quartier londonien de Beckenham, d'un père jamaicain-chinois et d'une mère anglaise. Elle a fréquenté l'école primaire Balgowan à Beckenham, la Kingsdale Foundation School, puis la BRIT School à Croydon (sud de Londres). Son beau-père, bassiste, et sa mère ont nourri ses talents musicaux. Sa grand-tante, Julia Donaldson, auteure du Gruffalo, a également influencé son développement créatif. À six ans, elle a commencé des cours de piano, de guitare et de chant, développant un amour profond pour l'écriture de chansons à 11 ans.

### Carrière musicale
En 2021, elle est nommée pour le Brit Award for Rising Star. L'année suivante, elle se place quatrième au BBC Sound of 2022. En 2023, elle sort son premier album My Mind Wanders and Sometimes Leaves Completely. Son deuxième album, This Wasn't Meant for You Anyway, l'a fait connaître auprès d'un plus large public, avec des chansons comme Messy, ou Conceited, qui gagnent en popularité sur TikTok,.

## Discographie

### Albums
- 2023 : My Mind Wanders and Sometimes Leaves Completely
- 2024 : This Wasn't Meant for You Anyway
- 2025 : I'm Only F**king Myself

### EP
- 2019 : Intro
- 2020 : Renaissance
- 2021 : After Midnight